# Eucela
Eucela là một chi bướm đêm thuộc họ Geometridae.